# بو ریفنبور
بو ریفنبور (انگلیسی: Beau Riffenburgh؛ زادهٔ ۱۹۵۵ (۶۹–۷۰ سال)) روزنامه‌نگار اهل ایالات متحده آمریکا است.